# Breath
"Breath" é uma canção gravada pela banda Breaking Benjamin.
É o segundo single do terceiro álbum de estúdio lançado a 8 de Agosto de 2006 Phobia.

## Desempenho nas paradas musicais
| Parada musical (2007)                       | Posições |
| ------------------------------------------- | -------- |
| Estados Unidos - Hot Mainstream Rock Tracks | 1        |
| Estados Unidos - Alternative Songs          | 3        |
| Estados Unidos - Billboard Hot 100          | 84       |